# Wojciech Asiński
Wojciech Asiński (ur. 14 kwietnia 1960 w Warszawie) – polski aktor teatralny i filmowy, także asystent reżysera w teatrze oraz prezenter telewizyjny. Rzecznik prasowy burmistrza miasta i gminy Łomianki.

## Życiorys
W roku 1987 ukończył PWSFTviT im. Leona Schillera w Łodzi. Był związany z telewizją Polsat, gdzie prowadził programy rozrywkowe, m.in. Halo Miliard, Talent za talent i Hugo. Najczęściej występował w duecie z Andrzejem Kruczem.

## Teatr
Na deskach teatru debiutował 15 listopada 1986 rolą Księcia Seniora w spektaklu Jak wam się podoba. W realizacji tego przedsięwzięcia pracował także jako asystent reżysera. Występował w Teatrze Studyjnym`83 im. Juliana Tuwima w Łodzi (1986–1987), Teatrze Ochoty (1987–1990) i Teatrze Adekwatnym (1987) w Warszawie.
Współpracował z takimi reżyserami jak Piotr Cieślak, Adam Hanuszkiewicz, Kazimierz Kutz, Halina Machulska, Jan Machulski.
Wraz z aktorem Andrzejem Niemirskim zażądali od miasta Warszawy 1,3 mln zł odszkodowania za plagiat ich scenariusza „parady teatrów”.

### Spektakle

#### Teatr Studyjny’83 im. Tuwima, Łódź
- 1986: Jak wam się podoba jako Książę Senior (reż. P. Cieślak); także asystent reżysera
- 1987: Wesele jako Staszek; Kuba (reż. A. Hanuszkiewicz)

#### Teatr Ochoty, Warszawa
- 1987: Sen nocy letniej jako Lizander (reż. H. Machulska, J. Machulski); także asystent reżysera
- 1989: Sędziowie jako Aptekarz (reż. H. Machulska)
- 1990: Folwark zwierzęcy jako Pies I (reż. J. Machulski)

#### Teatr Adekwatny, Warszawa
- 1987: Nic do stracenia jako Jasiek (reż. Ewa Bilińska)

#### Teatr Telewizji
- 1988: Poobiednie igraszki (reż. K. Kutz)
- 1989: Po prostu truteń jako Sewek (reż. Marek Nowicki)

## Film
Na dużym ekranie zadebiutował niewielką rolą studenta w filmie Wakacje w Amsterdamie w 1985 r., na małym – w serialu Pogranicze w ogniu. Wystąpił też w Dekalogu oraz popularnych serialach: W labiryncie, Miodowe lata, Na dobre i na złe, Pierwsza miłość, BrzydUla.
W pracy aktora filmowego i serialowego współpracował m.in. z takimi reżyserami jak Waldemar Dziki, Krystyna Janda, Paweł Karpiński, Krzysztof Kieślowski, Andrzej Konic, Zbigniew Kuźmiński, Magdalena Łazarkiewicz, Anna Sokołowska, Krzysztof Sowiński.

### Filmografia
- 1985: Wakacje w Amsterdamie jako student Pawła
- 1985: Żuraw i czapla jako kolega Kasi i Marcina
- 1986: Cudowne dziecko jako kierowca autobusu
- 1986: EDS jako Robert, kolega Gabrieli
- 1987: Pantarej jako Bolek Sędzimirski
- 1988: Dekalog jako student wypowiadający się na wykładzie Zofii
- 1988: Desperacja jako Bareta
- 1988: Pogranicze w ogniu
- 1988–1990: W labiryncie
- 1989: Sceny nocne jako przedstawiciel uczącej się młodzieży w salonie Niemanów
- 1990: W środku Europy jako uczeń
- 1992: Zwolnieni z życia jako milicjant dyżurny
- 1994: Przygody Joanny jako „Rudzieńki”, przyjaciel rodziców Izy
- 2001: Miodowe lata (odc. 90 Remont) jako Michael Kowalski, przedstawiciel fundacji remontującej mieszkania
- 2002: Na dobre i na złe (odc. 127) jako Zbigniew Czepiński, adwokat Kalarusa
- 2003: Męskie-żeńskie (odc. Ciąża) jako kelner
- 2004: Na dobre i na złe (odc. 178) jako adwokat Olchowicza
- 2005–2006: Pierwsza miłość jako Cezary Przybył, inspektor we wrocławskim Centrum Doradztwa Rolniczego, którym kieruje Teresa Żukowska
- 2005: Na dobre i na złe (odc. 223,237) gościnnie jako Domański, prawnik Weiss-Korzyckiego
- 2006–2007: Kopciuszek jako redaktor naczelny „Kuriera”, juror konkursu „Miss Kalinowa”
- 2007: Ekipa jako rzecznik ABW
- 2008–2009: BrzydUla jako Matysiak, ojciec Kingi
- 2010: Usta usta jako Edwin (odc. 1)
- 2019: Komisarz Alex jako profesor Edward Borcz (odcinek 164)

Etiudy szkolne
- 1984: Ćwiczenie operatorskie
- 1985: Pogo